# 17246 Christophedumas
17246 Christophedumas è un asteroide della fascia principale. Scoperto nel 2000, presenta un'orbita caratterizzata da un semiasse maggiore pari a 2,8401101 UA e da un'eccentricità di 0,0196465, inclinata di 2,45262° rispetto all'eclittica.